# Козак Володимир Васильович (1959)
Волод́имир Вас́ильович Ко́зак (9 серпня 1959, Пологи, Запорізька область, Українська РСР, СРСР) — український залізничник, політик, міністр інфраструктури України (з 29 грудня 2012 до 27 лютого 2014).

## Освіта
1981 — закінчив Дніпропетровський інститут інженерів залізничного транспорту, спеціальність «Експлуатація залізничного транспорту», кваліфікація «Інженер шляхів сполучення по експлуатації залізниць».

## Кар'єра
З 1981 — черговий, черговий по станції, станційний диспетчер, ст. Ясинувата Донецької залізниці.
З 1983 — заступник начальника ст. Авдіївка.
З 1985 — начальник відділу, Донецька залізниця.
З 1990 — начальник відділу, начальник служби перевезень, Донецька залізниця.
З 1996 — заступник начальника залізниці — начальник дорожнього центру управління перевезеннями, Донецька залізниця.
З 2000 — генеральний директор, ТОВ «Лемтранс».
2001-04.2006 — генеральний директор, корпорація «Міжрегіональний промисловий союз», власником якої на 99 % є компанія «Лемтранс».
23 серпня 2006 — 8 листопада 2007 — генеральний директор Державної адміністрації залізничного транспорту України.
З листопада 2007 — народний депутат України Верховної Ради України VI скликання від Партії регіонів. Голова Комітету Верховної Ради України з питань транспорту і зв'язку.
З 21 березня 2011 — генеральний директор Державної адміністрації залізничного транспорту України
24 грудня 2012 призначений на посаду Міністра інфраструктури України Указом Президента України № 735/2012 «Про призначення В. Козака Міністром інфраструктури України».
27 лютого 2014 звільнено з посади міністра у зв'язку з формуванням нового складу Кабінету Міністрів України.

## Статки
Згідно з декларацією про доходи, є мільйонером, його статки в 2012 році становили 2 031 899 гривень.

## Корупція в Укрзалізниці
Під час роботи на посаді генерального директора ДП «Укрзалізниця» Володимира Козака неодноразово звинувачували у порушенні тендерних процедур. Зокрема, ТОВ «Торговий дім „Укртранс“», пов'язане з бізнес-структурами колишніх роботодавців Володимира Козака — Ріната Ахметова й Антона Пригодського — виграло залізничних тендерів на загальну суму 3,049 млрд гривень.
На початку 2012 р. ТОВ «Промекспосервіс», що належить мешканцю м. Дніпродзержинськ (Дніпропетровська обл.), перемогло поспіль в декількох тендерах ДП «Укрзалізниця» на суму 2,16 млн гривень. Хоча були ще пропозиції від ПП «Луганскдоркомплект» за ціною майже вдвічі нижче.
18 січня 2012 р. ДП «Український державний центр по експлуатації спеціалізованих вагонів» за результатами тендерів уклало кілька угод на придбання металовиробів на загальну суму 357,41 млн гривень. Листовий і профільний металопрокат на суму 341,60 млн гривень зобов'язалося поставити ТОВ "Торговий дім «Укртранс».
У лютому 2012 р. ДП «Укрзалізниця» підписала лізингову угоду на поставку для Львівської залізниці 43 електровозів серії 2ЕС10 виробництва ТОВ «Уральські локомотиви» (Росія). Середня вартість закупівлі електровоза на тендері становила близько 113 млн гривень. Хоча в 2011 р. тодішній віце-прем'єр-міністр інфраструктури Борис Колесников заявляв, що російські електровози 2ЕС10 обійдуться Україні не більше ніж за 60 млн гривень.
В грудні 2012 р. раптово почастішали зупинки і поломки пасажирських поїздів Hyundai. Експерти назвали цю кризу провокацією стосовно тодішнього віце-прем'єр-міністра — міністра інфраструктури України Бориса Колесникова. Перед відставкою Борис Колесніков зробив заяву в інтерв'ю тижневику «Дзеркало тижня», що за поломки поїздів Hyundai повинен відповідати керівник «Укрзалізниці» Володимир Козак. І додав, що кампанією з його дискредитації керував один із членів Партії регіонів.
Внаслідок неефективного державного управління в 2013 р. ДП «Укрзалізниця» скоротила обсяги вантажоперевезень на 5,6 % (до 224,4 млрд т/км), а транзитних перевезень — на 18,8 % (до 34,03 млн т). В цілому за 2013 р. українськими залізницями було перевезено 443,6 млн т вантажів, що на 3 % менше, ніж у 2012 р. Причиною падіння стали неконкурентні тарифи, а також тривалі митні процедури. Саме тому більшість вантажовідправників переорієнтувалися на країни Балтії, де вартість перевезення 1 т транзитного вугілля залізницею на 4 долари дешевше, ніж в Україні.

«Після реалізації проекту закупівлі швидкісних електропоїздів Hyundai та запуску їх в Україні всі транспортні проблеми до Євро-2012 будуть вирішені. До березня 2012 р. модернізація шляхів завершиться і залізничним транспортом можна буде рухатися зі швидкістю 160 км за годину».

## Корупція в авіації
У серпні 2013 р. міністр інфраструктури України Володимир Козак заявив, уряд виділить гроші на будівництво нової злітно-посадкової смуги в аеропорту «Одеса» в рамках підготовки до баскетбольного турніру Євро-2015, оскільки приватні інвестори аеропорту не змогли виконати взяті на себе інвестиційні зобов'язання.
Управління аеропортом «Одеса» в липні 2011 р. було передано приватній компанії ТОВ «Одеса Аеропорт Девелопмент». Згідно з рішенням одеської міськради від 8 липня 2011 р. було створено ТОВ "Міжнародний аеропорт «Одеса», 25 % акцій якого було закріплено у комунальній власності (в особі КП "Міжнародний аеропорт «Одеса»), а 75 % акцій передано ТОВ «Одеса Аеропорт Девелопмент», заснованому фірмою Odessa Airport Development Ltd (Велика Британія). В обмін на державне майно інвестор зобов'язався вкласти 180 мільйонів доларів, побудувати новий пасажирський термінал і реконструювати злітно-посадкову смугу. ЗМІ різко критикували це рішення і повідомляли з посиланням на депутатів міськради, що за компанією стоять одеські бізнесмени Борис Кауфман і Олександр Грановський.
Нові акціонери аеропорту не виконали взяті на себе зобов'язання. Кошти для будівництва нового пасажирського терміналу в серпні 2013 р. виділив «Укрексімбанк» під гарантії мерії, відкривши для ТОВ "Міжнародний аеропорт «Одеса» кредитну лінію на 30 мільйонів доларів. УБОЗ перевіряв бухгалтерію одеського аеропорту, але результати розслідування невідомі.
Для реконструкції злітно-посадкової смуги було створено державне підприємство "Дирекція з будівництва міжнародного аеропорту «Одеса», якому в 2014 р. з держбюджету буде виділено фінансування у розмірі 1,7 мільярдів гривень.

## Політична діяльність
- Народний депутат України 5-го скликання з квітня до вересня 2006 від Партії регіонів, № 92 в списку. На час виборів: генеральний директор корпорації «Міжрегіональний промисловий союз» (м. Донецьк), член Партії регіонів. Член фракції Партії регіонів (з травня 2006). Голова підкомітету з питань залізничного транспорту Комітету з питань транспорту і зв'язку (з липня 2006). Склав депутатські повноваження 12 вересня 2006. Під час роботи у ВРУ зареєстрував 1 законопроєкт.[18]
- Народний депутат України 6-го скликання з листопада 2007 до травня 2011 від Партії регіонів, № 94 в списку. На час виборів: генеральний директор Державної адміністрації залізничного транспорту, член Партії регіонів. Член фракції Партії регіонів (з листопада 2007). Голова Комітету з питань транспорту і зв'язку (з грудня 2007). Склав депутатські повноваження 19 травня 2011. За час роботи у ВРУ подав 45 законодавчих ініціатив.[19]

## Відзнаки
- Орден «За заслуги» III ступеня
- Орден «За заслуги» II ступеня[20]

## Родина
Дружина Ольга Томівна (1960) — домогосподарка; дочка Анастасія (1984).

## Ресурси інтернет
- Довідник «Хто є хто в Україні», видавництво «К. І.С» [Архівовано 20 Серпня 2021 у Wayback Machine.]